# Darvydas Šernas
Darvydas Šernas, né le 22 juillet 1984 à Alytus, est un footballeur professionnel lituanien. Il occupe actuellement le poste d'attaquant ou de milieu de terrain offensif.

## Biographie

### Ses débuts en Lituanie, puis la chute en Russie
Darvydas Šernas commence sa carrière professionnelle en 2001 au Dainava Alytus, puis part une saison plus tard à Vilnius. En cinq ans et demi, il joue trois finales de Coupe de Lituanie, qu'il perd à chaque fois, et quelques matches de Coupe Intertoto. Repéré par le sélectionneur lituanien, il fait ses débuts en sélection le 31 mai 2008 contre l'Estonie. En septembre 2008, il rejoint le Spartak Naltchik en Russie. Pas à son aise, il ne trouve pas ses marques, et quitte le club quatre mois plus tard.

### Se relance en Pologne, avec le Widzew Łódź
Libre de tout contrat, Šernas signe en janvier 2009 au Widzew Łódź, en Pologne. Premier à l'issue de la saison, le Widzew voit sa promotion en première division annulée pour des problèmes administratifs. La saison suivante, le club remarche de l'avant et finit une nouvelle fois premier de la division. Šernas, auteur de quinze buts toutes compétitions confondues, forme une belle paire offensive avec Marcin Robak, meilleur buteur de deuxième division avec dix-huit unités. Ce dernier étant blessé en début de saison, Šernas joue son rôle de buteur en Ekstraklasa, et permet au Widzew de faire bonne figure. Il est également en confiance en sélection nationale, et fait gagner son pays lors des éliminatoires de l'Euro 2012 en Tchéquie,. Buteur régulier, il permet à son club de faire bonne figure en championnat, surtout après le départ de Robak pour la Turquie.
En juillet 2011, alors qu'il est poussé vers la sortie par son club, en difficultés financières, il signe en faveur du Zagłębie Lubin, club moins bien classé que Łódź lors de la saison précédente.
Le 27 janvier 2015, il rejoint Ross County.

## Palmarès
- Finaliste de la Coupe de Lituanie : 2003, 2005, 2008
- Champion de Pologne de D2 : 2009, 2010